# Kurt Lindow
Kurt Erwin Arthur Lindow (ur. 16 lutego 1903 w Berlinie, zm. 18 stycznia 1972 w Ratyzbonie) – niemiecki dowódca SS i policji, SS-Sturmbannführer.

## Życiorys
Studiował prawo i ekonomię. W 1928 roku wstąpił do policji kryminalnej, a w 1933 roku do gestapo, gdzie pracował nad kilkoma sprawami dużej wagi m.in. dotyczącymi zarzutu o zdradę stanu. W 1937 roku wstąpił do NSDAP. W 1941 roku został zastępcą szafa wydziału IV A 1, a w 1942 roku zastąpił na stanowisku szefa wydziału Josefa Vogta.
Po wojnie w latach 1945−1949 przebywał w obozie dla internowanych. Brał udział w Procesie Einsatzgruppen. Był przesłuchiwany w charakterze świadka.
W 1950 Lindow został zatrzymany przez prokuraturę we Frankfurcie i oskarżony przez sąd we Frankfurcie za działalność w RSHA, ale został uniewinniony z braku dowodów 22 grudnia 1950 roku.